# Taxiphyllum barbieri
Taxiphyllum barbieri là một loài Rêu trong họ Hypnaceae. Loài này được (Cardot & Copp.) Z. Iwats. miêu tả khoa học đầu tiên năm 1982.

## Hình ảnh

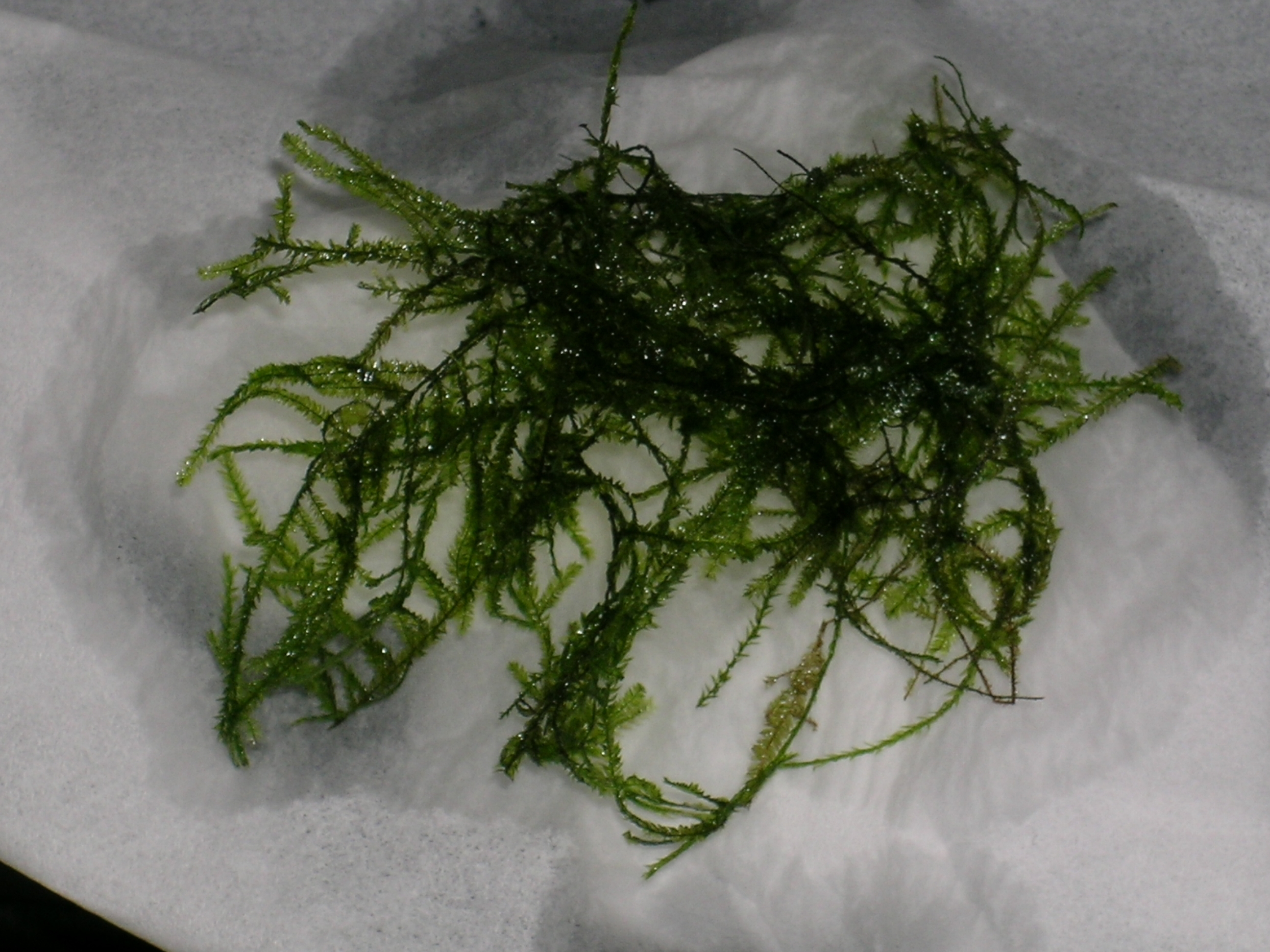
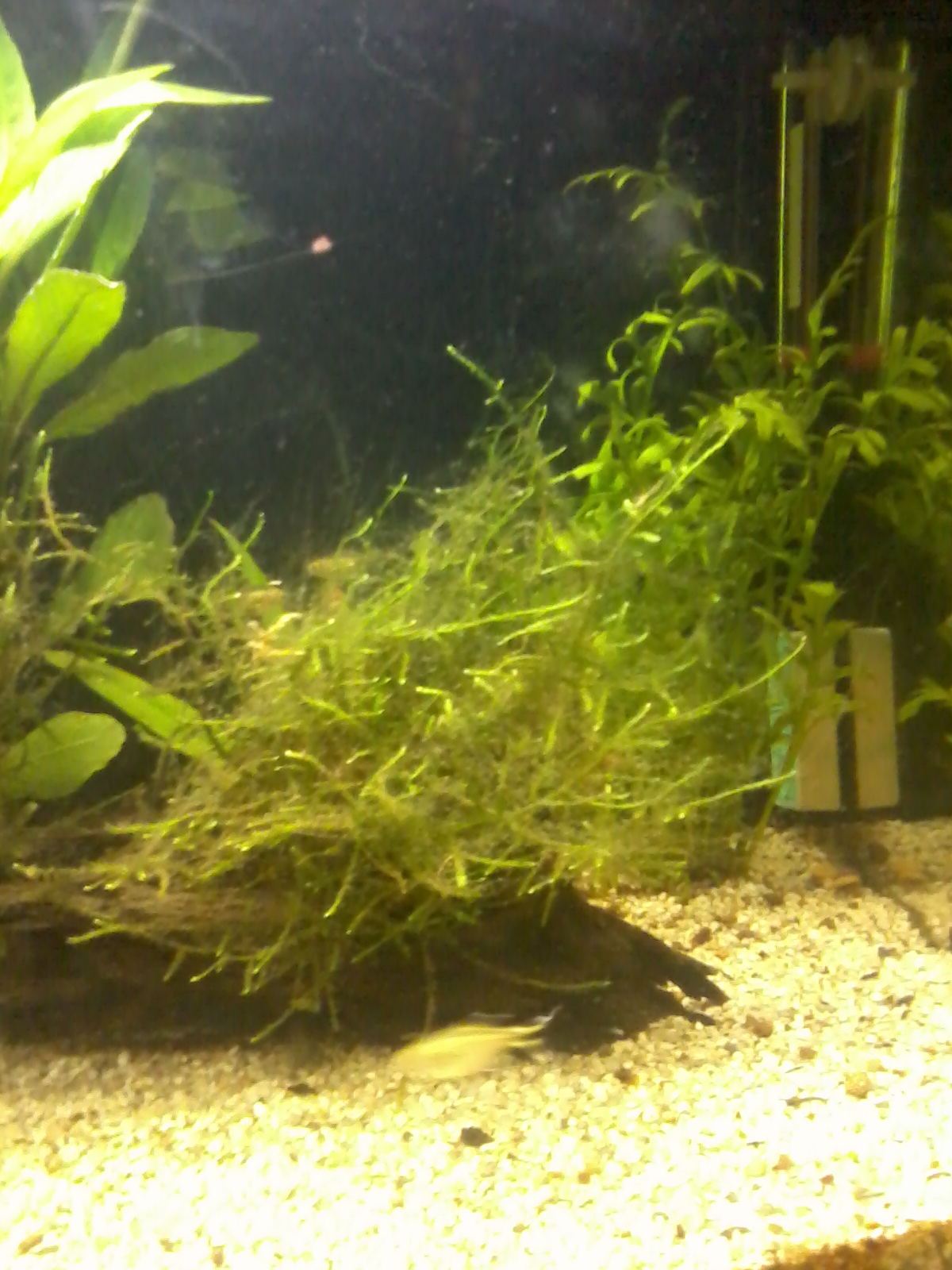